# Hetaerina indeprensa
Hetaerina indeprensa är en trollsländeart som beskrevs av Rosser W. Garrison 1990. Hetaerina indeprensa ingår i släktet Hetaerina och familjen jungfrusländor. IUCN kategoriserar arten globalt som otillräckligt studerad. Inga underarter finns listade i Catalogue of Life.